# Digimon World: Digital Card Battle
Digimon World: Digital Card Battle (デジモンワールド デジタルカードバトル?, Dejimon Wārudo Dejitaru Kādo Batoru) è un videogioco strategico a turni realizzato da Bandai per PlayStation nel 1999. 
Il gioco non va confuso con Digimon Digital Card Battle, il quale è il seguito di quest'ultimo.

## Trama
Il gioco è ambientato a Digiworld dove bisogna fare uso delle carte dei Digimon per combattere. Tale mondo è legato ai sette Card Leader, ovvero sette personaggi in possesso di altrettante carte definite come le più potenti. Un giorno all'interno dell'Antica regione dino viene trovata la carta "Bug" che comincia a scatenare il caos sull'Isola di File. Nel bel mezzo della disperazione, Babamon convoca un eroe leggendario, il giocatore, per salvare l'isola dal pericolo.

## Accoglienza
Al momento dell'uscita, i quattro recensori della rivista Famitsū hanno dato un punteggio di 26/40.